# Prodekan
Prodekan er på et dansk universitet dekanens stedfortræder og udgør sammen med dekanen dekanatet, der leder fakultetet. Prodekanen ansættes af og refererer til dekanen, og er desuden godkendt af rektor.
Ofte har prodekanen et særligt ansvarsområde, f.eks. uddannelse, forskning, omverdensrelationer eller formidling af forskning.